# Бабичи
Бабичи (словен. Babiči, итал. Babici) су насељео место у општини Копар у покрајини Приморска која припада Обално-Крашкој регији у Републици Словенији. 

## Географија
Насеље се налази на обронцима једног од Шавринискох брда у близини Копра, на  надморској висини од 167,6 метара. Простире се на површини од 1,78 км², а састоји се из више делова. Најстарији део са груписаним кућама, који је слабо несељен, лежи најниже на падини и најближи је Копру. У последњих неколико година, постоји веће занимање за насељавање горњег дела насеља, где је раније било обрадиво земљиште који мештани кажу Стрнице. Ту постоји више нових кућа, које су углавном у власништву мештана, који су се населили због веће пространости и бољих услова. Ова два дела су раздвојена раскрсницом, званом Пиљ од које пут који води до села Помјан, Боршт, Ванганел и Марезиге, а други правац ка преостала два села Ројци и Маранцини, која су готово у потпуности ненасељена.

## Историја
Бабичи се први пут помињу 1579, али су посебно развијени на преласку прошлог века, када је село поред рустичних вила и других привредних делатности имало основну школу, продавницу и ресторан. У то време настала је и столарска радионица, која је остала једина привредна делатност до данашњег дана. Данас већина становништва се бави предузетништвом. Дуга винарска традиције  није напуштена, јер у Бабичима успешно послују четири винска подрума.
Бабићи имају добро развијен културни живот. Године 1900. постојао је хор. Касније су основали Плесни оркестар Џими који наступа на околним сеоским фестивалима и карневалима. Богата традиција културних активности на почетку прошлог века, као и из после рата, данас се заснива на деловању  добровољног ватрогасног одељења „ПГД Бабичи“. Бабичи имају свој фестивал који се одржава сваке друге недеље у јуну. Фестивал се одржава у великој сеоској дворани близу ватрогасног дома.